# 吉尾村 (熊本県)
吉尾村（よしおむら）は熊本県南部、葦北郡に属していた村。

## 歴史
- 1889年（明治22年）4月1日 - 町村制の施行により、大岩村、黒岩村、上原村、海路村、吉尾村、箙瀬村が合併して吉尾村が発足。
- 1955年（昭和30年）1月1日 - 佐敷町、大野村と合併して葦北町が発足。同日吉尾村廃止。